# Quận Durham, North Carolina
Quận Durham là một quận nằm ở bang Bắc Carolina.   Quận lỵ đóng ở Durham.6
Quận được lập ngày 17 tháng 4 năm 1881 từ một số khu vực của quận Orange và quận Wake, và đặt tên theo thủy phủ quận.

## Địa lý
Theo Cục điều tra dân số Hoa Kỳ, quận có tổng diện tích 298 dặm Anh vuông (771 km²), trong đó, 290 dặm Anh vuông (752 km²) là diện tích đất và 7 dặm Anh vuông (19 km²) trong tổng diện tích (2,51%) là diện tích mặt nước.

### Các thị trấn
Quận được chia thành 6 thị trấn: Carr, Durham, Lebanon, Mangum, Oak Grove, và Triangle.

### Các quận giáp ranh
- Quận Person, Bắc Carolina - Bắc
- Quận Granville, Bắc Carolina - Đông bắc
- Quận Wake, Bắc Carolina - Đông nam
- Quận Chatham, Bắc Carolina - Nam-tây nam
- Quận Orange, Bắc Carolina - Tây

## Thông tin nhân khẩu
Theo cuộc điều tra dân số2 tiến hành năm 2000, quận này có dân số 223,314 người, 89,015 hộ, và 54,032 gia đình sinh sống trong quận này. Mật độ dân số là 769 người trên mỗi dặm Anh vuông (297/km²). Đã có 95,452 đơn vị nhà ở với một mật độ bình quân là 329 trên mỗi dặm Anh vuông (127/km²).  Cơ cấu chủng tộc của dân cư sinh sống tại quận này gồm 50,91% người da trắng, 39,46% người da đen hoặc người Mỹ gốc Phi, 0,30% người thổ dân châu Mỹ, 3,29% người gốc châu Á, 0,04% người các đảo Thái Bình Dương, 4,21% từ các chủng tộc khác, và 1,80% từ hai hay nhiều chủng tộc.  7,63% dân số là người Hispanic hoặc người Latin thuộc bất cứ chủng tộc nào.
Có 89,015 hộ trong đó có 29,10% có con cái dưới tuổi 18 sống chung với họ, 42,00% là những cặp kết hôn sinh sống với nhau, 14,80% có một chủ hộ là nữ không có chồng sống cùng, và 39,30% là không gia đình. 30,00% trong tất cả các hộ gồm các cá nhân và 7,00% có người sinh sống một mình và có độ tuổi 65 tuổi hay già hơn.  Quy mô trung bình của hộ là 2,40 còn quy mô trung bình của gia đình là 2,99,
Phân bố độ tuổi của cư dân sinh sống trong huyện là 22,90% dưới độ tuổi 18, 12,80% từ 18 đến 24, 34,80% từ 25 đến 44, 19,80% từ 45 đến 64, và 9,70% người có độ tuổi 65 tuổi hay già hơn.  Độ tuổi trung bình là 32 tuổi. Cứ mỗi 100 nữ giới thì có 93,00 nam giới. Cứ mỗi 100 nữ giới có độ tuổi 18 và lớn hơn thì, có 89,70 nam giới.
Thu nhập bình quân của một hộ ở quận này là $43.337, và thu nhập bình quân của một gia đình ở quận này là $53.223, Nam giới có thu nhập bình quân $35.939 so với mức thu nhập $30.683 đối với nữ giới. Thu nhập bình quân đầu người của quận là $23.156, Khoảng 9,80% gia đình và 13,40% dân số sống dưới ngưỡng nghèo, bao gồm 17,20% những người có độ tuổi 18 và 12,30% là những người 65 tuổi hoặc già hơn.